# Operazione Argus
La serie di test nucleari denominata Operazione Argus si riferisce alle detonazioni nucleari condotte dagli Stati Uniti d'America nell'oceano Atlantico meridionale tra il 27 agosto e il 6 settembre 1958.  La serie comprese un totale di 3 test, tutti effettuati lanciando un missile in alta atmosfera a partire da una nave, la USS Norton Sound.
L'operazione fu portata avanti dalla Defense Nuclear Agency, un'agenzia del Dipartimento della Difesa statunitense (DOD) al tempo ancora chiamata Armed Forces Special Weapons Project (AFSWP), in associazione con la missione spaziale Explorer 4. Inoltre, alla progettazione e all'esecuzione dei test partecipò anche personale della Lockheed Aircraft Corporation e della Commissione per l'energia atomica degli Stati Uniti d'America (AEC).

## Scopi
I test furono proposti in un articolo inedito del fisico Nicholas Christofilos, facente parte del Lawrence Radiation Laboratory (oggi divenuto il Lawrence Livermore National Laboratory), al fine di verificare l'effetto Christofilos, secondo il quale delle detonazioni nucleari a una quota sufficientemente elevata avrebbero creato delle fasce di radiazioni nelle zone più estreme dell'atmosfera terrestre che avrebbero avuto un effetto simile a quello delle fasce di Van Allen. Si riteneva che, in caso guerra, tali fasce avrebbero potuto avere un possibile utilizzo tattico, consistente nel disturbo delle trasmissioni radio e radar, nel danneggiamento o nella distruzione dei sistemi di orientamento delle testate dei missili balistici intercontinentali e nella messa in pericolo degli equipaggi di veicoli spaziali orbitanti che fossero entrati nelle fasce. Già prima dell'operazione Argus, il test Teak, condotto nel corso dell'operazione Hardtack I, aveva mostrato che un'esplosione nucleare in alta atmosfera (il test era avvenuto in particolare a una quota di 76,2 km) poteva impedire per ore le comunicazioni radio, sebbene ciò non fosse stato dovuto alla formazioni di fasce di radiazioni.

## Organizzazione
Il 31 marzo 1958 l'Unione Sovietica aveva annunciato la sospensione di tutti i test nucleari, invitando gli Stati Uniti d'America a fare altrettanto. Il 9 maggio, il leader sovietico Nikita Sergeevič Chruščëv accettò quindi l'invito del presidente statunitense Dwight D. Eisenhower a prendere parte a incontri in cui si discutesse di una moratoria dei test nucleari e le negoziazioni iniziarono così il primo giorno di luglio dello stesso anno. Come risultato, il 22 agosto 1958 Eisenhower annunciò al mondo che gli USA avrebbero sospeso i test a partire dal 31 ottobre 1958. Una delle conseguenze di questo, annuncio fu che l'operazione Argus venne implementata in soli sei mesi (laddove l'approntamento di una "comune" operazione necessitava di circa due anni di tempo), onde evitare di doverla posticipare a data da destinarsi se non annullarla del tutto. A causa di un tale restringimento dei tempi, per condurre i test i militari si avvalsero anche di attrezzature destinate agli studi previsti nell'ambito dell'Anno geofisico internazionale.
L'operazione prevedeva l'impiego di:
- Missili con testate dai 136 ai 227 kg da lanciare a meno di un mese l'uno dall'altro a partire dallo stesso sito di lancio. I missili sarebbero stati fatti detonare ad altitudini comprese tra i 320 e i 1600 km in corrispondenza dell'equatore geomagnetico.
- Satelliti dislocati su orbite equatoriali e orbite polari con perigeo di circa 322 km e apogeo di circa 2900 km o maggiore. Tali satelliti, dotati di magnetometri, avevano lo scopo di misurare l'andamento temporale delle densità elettronica e il rumore radio di fondo, effettuando misure sia prima che dopo i test.
- Razzi sonda lanciati da basi a terra che avrebbero trasportato gli stessi strumenti presenti sui satelliti in modo da effettuare lo stesso tipo di misurazioni, fatta eccezione per il rumore radio.

Inoltre, gli effetti sul rilevamento radar sarebbero stati valutati da stazioni al suolo, che avevano il compito di effettuare anche misurazioni inerenti alle aurore polari prodotte.
In tutto i fondi assegnati all'AFSWP per lo svolgimento dell'operazione ammontarono a circa 9 milioni di dollari. 

## Task Force 88

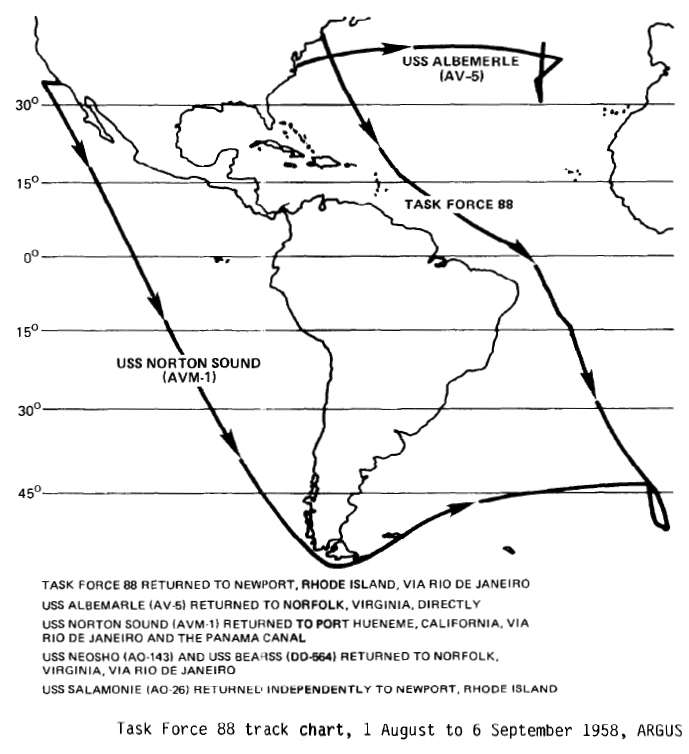
La rotta della TF-88 nei mesi di agosto e settembre del 1958.

Il 28 aprile, internamente alla marina militare statunitense fu creata la Task Force 88 (o TF-88), organizzata esclusivamente per lo svolgimento dell'operazione Argus. Una volta che l'operazione fu terminata, infatti, l'unità fu smantellata e i rapporti ad essa relativi furono archiviati, anche se, nel tempo, molti di questi andarono persi o distrutti. In particolare andarono perse anche le pellicole su cui erano stati registrati i livelli di radiazione raggiunti durante i vari test dell'operazione. Tale notizia causò non poche polemiche, poiché le autorità si resero conto del fatto soltanto quando al Dipartimento degli Affari dei Veterani, ossia al dicastero che si occupa degli ex-combattenti delle forze armate, iniziò ad arrivare un numero eccezionalmente alto di richieste di indennizzo per leucemia da parte di ex-appartenenti alla TF-88. Senza tali misurazioni, infatti, risultò piuttosto difficile poter capire a quale livello di radiazioni fossero stati esposti i partecipanti all'operazione.
La nave incaricata del lancio dei missili fu la USS Norton Sound, che funse anche da base di addestramento per gli equipaggi coinvolti nei test. I missili da usare nei test, infatti, degli X-17A prodotti dalla Lockheed, erano del tutto sconosciuti alle truppe e per questo le esercitazioni a bordo della Norton Sound inclusero anche l'assemblaggio e la riparazione di finti missili. La nave, posta sotto il comando del capitano Arthur R. Gralla, che comandava l'intera TF-88 e che avrebbe poi ricevuto la Legion of Merit per essere riuscito a condurre l'operazione nel breve tempo a disposizione, fu anche dotata di un radar COZI 27-MHz, utilizzato da specialisti dall'aeronautica per verificare gli effetti delle detonazioni.
La USS Albemarle, appena uscita dai cantieri per una revisione, fu destinata all'oceano Atlantico. Fu dotata anch'essa di un radar COZI e di altre strumentazioni atte alla misurazione della ionizzazione causata dalle esplosioni. Tali strumenti includevano anche radiometri, ricevitori radio, radar e strumenti ottici destinati agli studi destinati all'Anno geofisico internazionale. Una volta dotata di tali apparati, la nave fu dislocata in particolare nella zona delle Azzorre.
La USS Tarawa funse da base di comando dell'intera operazione. La nave fu dotata di un radar MSQ-1A, utilizzato anch'esso da specialisti dell'aviazione, e di un sistema di comunicazione atti a tracciare i missili lanciati, e su di essa furono anche alloggiati velivoli dello squadrone VS-32 per eventuali operazioni di ricerca e sicurezza, e un elicottero dello squadrone HS-5 da utilizzare come mezzo di trasporto per persone ed equipaggiamenti tra le diverse navi del convoglio. Anche sulla Tarawa erano poi stati predisposti strumenti scientifici e fotografici per l'osservazione di ogni test.   
La USS Warrington assieme alla USS Bearss, alla USS Hammerberg e alla USS Courtney, svolse una funzione di centro di controllo meteo 463 km a ovest del resto della task force, svolgendo anche un servizio di pattugliamento e sicurezza.
La USS Neosho funse da nave cisterna per il rifornimento delle altre navi del convoglio e fu anche dotata di un radar MSQ-1A.

### Navi coinvolte nell'operazione Argus
- USS Tarawa
- USS Bearss
- USS Warrington
- USS Courtney
- USS Hammerberg
- USS Neosho
- USS Salamonie
- USS Norton Sound
- USS Albemarle

## I satelliti
Al fine di raccogliere i dati provenienti dai test nucleari dell'operazione furono lanciati due satelliti. Il primo a essere lanciato fu l'Explorer 4, che partì da Cape Canaveral il 26 luglio a bordo di un missile Jupiter-C. Il satellite fu progettato per avere un'autonomia di 60 giorni, sufficiente al monitoraggio dell'intera operazione. Il 24 agosto fu poi effettuato il lancio dell'Explorer 5, il quale però andò distrutto assieme al razzo vettore quando il primo stadio di quest'ultimo, una volta distaccato, andò ad urtare il secondo stadio, causando la perdita di assetto del missile e quindi la sua distruzione.

## Preparazione
In previsione dei lanci dell'operazione Argus, furono effettuati diversi test di lancio e tracciamento di missili atti a testare strumentazioni e procedure e ad addestrare il personale assegnatario di compiti speciali, quali ad esempio l'utilizzo dei radar MSQ-1A sulla Neosho e sulla Tarawa. A titolo di esempio, quando le unità della TF-88 stanziate sulla costa orientale statunitense partirono in direzione dell'Atlantico meridionale, esse parteciparono ad esercitazioni che videro il lancio e il tracciamento di razzi Loki/Dart sparati dalla USS Warrington, quattordici dei quali furono lanciati tra il 12 e il 22 agosto.

## I test

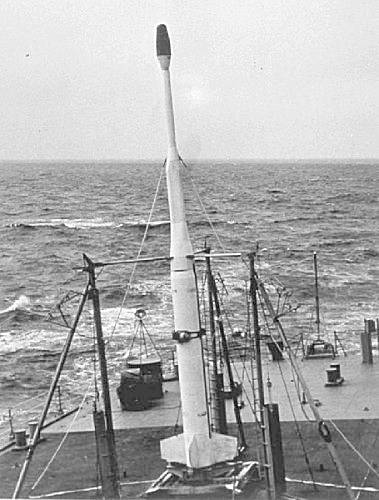
Un missile X-17 con testata nucleare a bordo della USS Norton Sound.

Il lancio dei missili, tre Lockheed X-17A armati con una testata nucleare W-25 da 1,7 chilotoni, da parte della USS Norton Sound avvenne circa 1800 km a sud-ovest di Città del Capo. Tale luogo fu scelto perché, a causa dell'Anomalia del Sud Atlantico, lì le fasce di Van Allen sono più vicine alla superficie terrestre, mentre una quota così elevata fu scelta al fine di ridurre il più possibile l'esposizione del personale coinvolto a radiazioni ionizzanti. Ciò nonostante, il comandante delle operazioni e il suo staff misero a punto tutta una serie di misure di sicurezza che il personale fu tenuto a seguire onde evitare il pericolo di esposizione.
Le detonazioni dei test, tutte avvenute nello spazio, ossia a una quota superiore a 100 km, crearono nell'atmosfera delle fasce elettroniche artificiali risultanti dal decadimento beta dei diversi prodotti di fissione. Tali fasce perdurarono per diverse settimane, disturbando, come previsto, le trasmissioni radio e radar e mettendo fuori uso i meccanismi di innesco delle testate dei missili balistici intercontinentali. I test dimostrarono quindi che la teoria di Christofilos sull'effetto Christofilos era corretta, fornendo non solo informazioni da sfruttare in ambito militare, ma anche una gran mole di dati geofisici.
La prima notizia dei test fu data dal The New York Times in un articolo di Hanson Baldwin e Walter Sullivan pubblicato il 19 marzo 1959, a sei mesi dalla realizzazione dell'ultimo lancio, e furono definiti come "il più grande esperimento scientifico mai condotto". La pubblicazione degli articoli, non autorizzata, causò tra l'altro molto clamore nella comunità scientifica, poiché la maggior parte di essa era stata tenuta all'oscuro del fatto che nell'atmosfera terrestre fossero presenti particelle non di origine naturale.
In tutto, nove navi e circa 4 500 persone furono coinvolte nella realizzazione dei test, i quali furono, come detto, resi noti solo l'anno seguente, ma i cui risultati e la cui documentazione rimasero classificati fino al 30 aprile 1982.
| Nome | Data e ora (UT)            | Fuso orario locale | Sito                                       | Altitudine + quota | Modalità, Scopo                                                       | Tipo di ordigno | Potenza | Fonti                                   | Note |
| ---- | -------------------------- | ------------------ | ------------------------------------------ | ------------------ | --------------------------------------------------------------------- | --------------- | ------- | --------------------------------------- | ---- |
| 1    | 27 agosto 1958, 02:28:??   | WET (0 ore)        | Oceano Atlantico Meridionale 38.5°S 11.5°W | N/A + 170 km       | Esplosione in alta atmosfera con missile X-17A, sviluppo di armamenti | W-25            | 1,7 kt  | [ 1 ] [ 10 ] [ 11 ] [ 12 ] [ 13 ] [ 5 ] |      |
| 2    | 30 agosto 1958, 03:18:??   | WET (0 ore)        | Oceano Atlantico Meridionale 49.5°S 8.2°W  | N/A + 310 km       | Esplosione in alta atmosfera con missile X-17A, sviluppo di armamenti | W-25            | 1,5 kt  | [ 10 ] [ 5 ] [ 12 ] [ 13 ] [ 11 ] [ 1 ] |      |
| 3    | 6 settembre 1958, 22:13:?? | WET (0 ore)        | Oceano Atlantico Meridionale 49.5°S 9.7°W  | N/A + 794 km       | Esplosione in alta atmosfera con missile X-17A, sviluppo di armamenti | W-25            | 1,5 kt  | [ 10 ] [ 5 ] [ 12 ] [ 13 ] [ 11 ] [ 1 ] |      |

1. ↑  Gli Stati Uniti d'America, la Francia e il Regno Unito chiamano ogni loro singolo test con un nome in codice, mentre Unione Sovietica e Cina, salvo rari casi, non lo fanno, quindi i loro test sono identificati solo da numeri. Un trattino seguito da un numero indica un membro di un test a salve.
2. ↑  Per convertire l'ora universale in ora locale, si deve aggiungere alla prima il numero tra parentesi.
3. ↑  Nome del luogo e corrispettive coordinate. Nel caso di test missilistici, viene indicato il luogo di lancio del missile prima del luogo della detonazione. Mentre alcune località possono essere indicate con sicurezza, nel caso, ad esempio, di esplosioni in alta atmosfera, le indicazioni possono essere piuttosto inaccurate.
4. ↑  Con "altitudine" si intende l'altezza rispetto al livello del mare del terreno posto direttamente sotto l'esplosione, mentre con "quota" si intende la distanza tra tale punto e l'esplosione. Nel caso di test missilistici, il livello del terreno è indicato con "N/A". L'assenza di numeri o altre indicazioni sta a significare che il valore è sconosciuto.
5. ↑  L'energia liberata espressa in chilotoni e megatoni.